# Kafr Bani Salim
Kafr Bani Salim (arab. ‏كفر بني سالم‎) – miejscowość w Egipcie, w muhafazie Ad-Dakahlijja. W 2006 roku liczyła 2329 mieszkańców.